# Lissonota cracentis
Lissonota cracentis là một loài tò vò trong họ Ichneumonidae.